# Hiam Abbass
Hiam Abbass (arabiska: هيام عباس), född 30 november 1960 i Nasaret, Israel, är en palestinsk skådespelare och regissör med israeliskt och franskt medborgarskap.
Abbass är en flitigt anlitad skådespelare och porträtterar ofta starka kvinnor med rötterna i Mellanöstern. Själv föddes hon i Nasaret och växte upp i en palestinsk by norr om staden. Hon arbetade som fotograf och teaterchef innan hon lämnade Palestina för att bosätta sig först i London och sedan i Frankrike där hon nu har bott sedan början på 1990-talet.
Hiam Abbass har regisserat och skrivit manus till två kortfilmer och 2012 hade hennes första långfilm, Inheritance, premiär på Filmfestivalen i Venedig.
2012 satt hon i juryn vid Filmfestivalen i Cannes.
Hon har två barn tillsammans med skådespelaren Zinedine Soualem.

## Filmografi i urval
- 2005 – Free Zone
- 2005 – Paradise Now
- 2005 – München
- 2006 – Vägen till Betlehem
- 2007 – The Visitor
- 2008 – Citronlunden
- 2008 – Granatäpplen och myrra
- 2009 – Amreeka
- 2009 – The Limits of Control
- 2010 – Miral
- 2011 – Källan
- 2012 – Inheritance
- 2014 – Exodus
- 2015 – Salongen
- 2015 – Päron och lavendel
- 2016 – The OA (TV-serie)
- 2017 – Blade Runner 2049
- 2018–2023 – Succession (TV-serie)